# ケナ県
ケナ県（ケナけん、英語: Qena Governorate、アラビア語: محافظة قنا Muḥāfaẓat Qinā）は、エジプトの県の1つ。県庁所在地はケナである。2014年の人口は295万9175人だった。

## 地理
エジプト南部に位置し、ナイル川沿岸を覆うように伸びている。

## 隣接する県
- ソハーグ県
- 紅海県
- ルクソール県
- ワーディー・ゲディード県